# World Athletics Continental Tour
World Athletics Continental Tour es el nombre en inglés de un grupo de reuniones anuales de atletismo que se celebran en diferentes ciudades del mundo, y que son coordinadas y reguladas por World Athletics y las asociaciones continentales. Las reuniones de atletismo se clasifican con las etiquetas de oro, plata y bronce, de acuerdo al estatus de la competición y los premios a otorgar.
La estructura comenzó a funcionar a partir del año 2020 en sustitución del antiguo World Athletics Challenge. Las reuniones con etiqueta de oro están bajo el control de World Athletics, mientras que las reuniones de plata y bronce están a cargo de las asociaciones continentales respectivas.
Debido a la pandemia de enfermedad por coronavirus el calendario de la primera temporada se vio alterado, y la mayoría de las 59 reuniones programadas fueron canceladas o pospuestas para nueva fecha. Algunas se celebrarán entre junio y julio y la mayor parte entre agosto y octubre.

## Reuniones

### Reuniones con etiqueta de oro
Las reuniones con etiqueta de oro tendrán como pruebas estelares los 200 m lisos, 3000 m con obstáculos, el triple salto, y los lanzamientos de disco y martillo. Estas especialidades fueron retiradas de la Liga de Diamante a partir de 2020 por razones de índices de audiencia, aunque otorgarán la misma cantidad de puntos para el ranking personal del atleta.  
| Continental Tour - Etiqueta de oro | Continental Tour - Etiqueta de oro | Continental Tour - Etiqueta de oro |
| Nombre                             | Sede                               | Fecha (2020)                       |
| ---------------------------------- | ---------------------------------- | ---------------------------------- |
| Paavo Nurmi Games                  | Turku                              | 11 de agosto                       |
| Gyulai István Memorial             | Székesfehérvár                     | 19 de agosto                       |
| Seiko Golden Grand Prix            | Tokio                              | 23 de agosto                       |
| Kamila Skolimowska Memorial        | Chorzów                            | 6 de septiembre                    |
| Ostrava Golden Spike               | Ostrava                            | 8 de septiembre                    |
| Memorial Borisa Hanzekovica        | Zagreb                             | 15 de septiembre                   |
| Kip Keino Classic                  | Nairobi                            | 3 de octubre                       |

### Reuniones con etiqueta de plata
| Continental Tour - Etiqueta de plata    | Continental Tour - Etiqueta de plata | Continental Tour - Etiqueta de plata |
| Nombre                                  | Sede                                 | Fecha (2020)                         |
| --------------------------------------- | ------------------------------------ | ------------------------------------ |
| Janusz Kusocinski Memorial              | Chorzów                              | 25 de agosto                         |
| 56th Palio Citta della Quercia          | Rovereto                             | 8 de septiembre                      |
| P-T-S Meeting                           | Šamorín                              | 11 de septiembre                     |
| ISTAF Berlin                            | Berlín                               | 13 de septiembre                     |
| Grande Premio Brasil Caixa de Atletismo | Bragança Paulista                    | 6 de diciembre                       |

### Reuniones con etiqueta de bronce
| Continental Tour - Etiqueta de bronce                 | Continental Tour - Etiqueta de bronce | Continental Tour - Etiqueta de bronce |
| Nombre                                                | Sede                                  | Fecha (2020)                          |
| ----------------------------------------------------- | ------------------------------------- | ------------------------------------- |
| Sidney Track Classic                                  | Sídney                                | 22 de febrero                         |
| Sir Graeme Douglas International                      | Auckland                              | 23 de febrero                         |
| Memorial Josefa Odlozila                              | Praga                                 | 8 de junio                            |
| Karlstad GP                                           | Karlstad                              | 8 de julio                            |
| Kuortane Games                                        | Kuortane                              | 1 de agosto                           |
| Sollentuna GP                                         | Sollentuna                            | 10 de agosto                          |
| Irena Szewinska Memorial                              | Bydgoszcz                             | 19 de agosto                          |
| Drake Blue Oval Showcase                              | Des Moines (IA)                       | 29 de agosto                          |
| Göteborg Friidrott GP                                 | Gotemburgo                            | 29 de agosto                          |
| Meeting de Marseille                                  | Marsella                              | 3 de septiembre                       |
| Nacht van de Atletiek                                 | Heusden-Zolder                        | 6 de septiembre                       |
| 23.International Leichtathletik Meeting "Anhalt 2020" | Dessau-Roßlau                         | 8 de septiembre                       |
| Gala dei Castelli                                     | Bellinzona                            | 15 de septiembre                      |
| Kladno Hazi A Kladenske Memorialy                     | Kladno                                | 16 de septiembre                      |